# Vic Wunderle
Victor Steven Wunderle, detto Vic (Lincoln, 4 marzo 1976), è un arciere statunitense.

## Palmarès

### Olimpiadi
- 2 medaglie:
  - 1 argento (Sydney 2000 nell'individuale)
  - 1 bronzo (Sydney 2000 a squadre)

### Mondiali
- 1 medaglia:
  - 1 bronzo (Riom 1999 a squadre)

### Giochi panamericani
- 9 medaglie:
  - 7 ori (Mar del Plata 1995 nell'individuale 30 m; Mar del Plata 1995 nell'individuale 50 m; Mar del Plata 1995 a squadre; Winnipeg 1999 a squadre; Santo Domingo 2003 nell'individuale; Santo Domingo 2003 a squadre; Rio de Janeiro 2007 a squadre)
  - 1 argento (Mar del Plata 1995 nell'individuale)
  - 1 bronzo (Rio de Janeiro 2007 nell'individuale)